# Maciej Kubicki (inżynier)
Maciej Kubicki (ur. 1758, zm. ???) – polski inżynier, czynny uczestnik insurekcji kościuszkowskiej, oficer inżynierów Księstwa Warszawskiego, mason.

## Życiorys
Urodził się w 1758 w rodzinie warszawskich mieszczan. W latach 1783–1787 wraz z bratem Jakubem odbył studia we Włoszech. Pod koniec października 1789 wstąpił do korpusu inżynierów koronnych i posiadając już wykształcenie cywilne, dostał stopień podporucznika. Prowadził zajęcia z kartografii oraz szkolił w prowadzeniu robót ziemnych. W 1790 wraz z bratem został nobilitowany i otrzymał herb Kolumna Skrzydlata. Przewidziany był na profesora fortyfikacji i został wysłany w 1790 na trzyletnie studia za granicę.
Brał czynny udział w działaniach warszawskiego sprzysiężenia wojskowego, i w jego kwaterze ustalono termin wybuchu insurekcji w Warszawie. Był wśród podpisujących akt powstania, należał do Rady Wojennej. Pod koniec kwietnia 1794 został przydzielony do Wydziału Potrzeb Rady Zastępczej Tymczasowej i w maju brał udział w Komisji do badania zachowania się oficerów gwardii pieszej w czasie insurekcji. W czerwcu dostał przydział do korpusu gen. Karola Sierakowskiego i odznaczył się w bitwie pod Terespolem. Powrócił do Warszawy i był zatrudniony przy fortyfikacji Pragi.
W 1807 był powtórnie zatrudniony przy fortyfikowaniu Pragi. W 1810 był dowódcą batalionu saperów w stopniu majora oraz ostatnim komendantem twierdzy Serock. W styczniu 1813 został zwolniony z wojska. Brak jest informacji o dalszych jego losach. Wraz z bratem Jakubem należeli do loży masońskiej „Świątynia Izis”.